# 4121 Карлін
4121 Карлін (4121 Carlin) — астероїд головного поясу, відкритий 2 травня 1986 року.
Тіссеранів параметр щодо Юпітера — 3,393.